# Distretto di Goranboy
Il distretto di Goranboy (in azero Goranboy rayonu) è un distretto dell'Azerbaigian con capoluogo Goranboy.
Come conseguenza dei combattimenti occorsi nel 1991–1992, una piccola parte del territorio distrettuale è sotto il controllo degli armeni dell'autoproclamata repubblica del Nagorno Karabakh, nella regione di Šahowmyan; i karabakhi rivendicano anche la metà meridionale del distretto.